# زمین‌لرزه ۱۹۳۷ چین
زمین‌لرزه چین  در تاریخ ۳۱ ژوئیه ۱۹۳۷ میلادی، برابر با ‎۹ مرداد ۱۳۱۶، ساعت ۲۰:۳۵:۵۰ به زمان یوتی‌سی در چین رخ داد. ژرفای این زلزله ۲۵ کیلومتر بود. بزرگی آن ۶٫۹ در مقیاس ریشتر اعلام شده‌است. زمین‌لرزه به وقت محلی در روز یکشنبه، ساعت ۴ روی داده و منطقه زمانی آن یوتی‌سی +۸ بوده‌است .
سازمان زمین‌شناسی آمریکا نیز جای این زمین‌لرزه را در مختصات ۳۵°۲۴′شمالی ۱۱۵°۰۶′شرقی / ۳۵٫۴°شمالی ۱۱۵٫۱°شرقی و بزرگی آنرا برابر با ۷ در مقیاس ریشتر اعلام کرده‌است. 
شمار کشتگان زلزله حدود ۳۸۳۳ نفر بوده‌است.تعداد زخمیان ۱۴۲۶۶ نفر برآورده شده‌است.